# Tobias Eberhard
Tobias Eberhard, född 12 januari 1985, är en österrikisk skidskytt som debuterade i världscupen i mars 2006. Han har varit på pallen i världscupen vid flera tillfällen tillsammans med det österrikiska laget i stafett.
Eberhard deltog i OS 2018. Han är äldre bror till skidskytten Julian Eberhard.